# Liden ulvefod
Liden ulvefod (Lycopodiella inundata) er en 3-8 cm høj karplante, der i Danmark vokser på åben bund i f.eks. hedemoser.

## Beskrivelse
Liden ulvefod er en spæd, krybende karplante. Det er flerårig urt, omend kortlevende. Den sporebærende plante består af en krybende stængel, hvorfra der går lodrette stængler til vejrs. Begge typer stængler bærer talrige, tætsiddende, trådsmalle blade. I toppen af de lodrette skud sidder sporehusene i gullige aks.
Det meste af planten er over jorden, men både fra de overjordiske stængler og fra den krybende jordstængel udgår tætsiddende rodtrævler.
Højde x bredde og årlig tilvækst: 0,08 x 0,20 m (8 x 4 cm/år).

## Voksested
Arten hører hjemme i Nordamerika og det nordlige og centrale Europa, herunder også nogle steder i Danmark, bl.a. Nørlund Plantage i Midtjylland (i øvrigt hist og her i Jylland, men temmelig sjælden i resten af landet). Den foretrækker sandet og sur bund, som ofte bliver oversvømmet om vinteren.
På Breney Common og i Goss og Tregoss Moors, som ligger i det mellemste Cornwall i England, finder man nogle levesteder, der er våde og sure, og her vokser arten sammen med bl.a. Benbræk, Benbræk, Anagallis tenella (en Arve-art), Liden Soldug, Mose-Pors, Smalbladet Kæruld, Sort Skæne og Tråd-Bitterblad
| Portal | Portal:Botanik |

## Note
1. ↑  Joint Nature Conservation Committee Breney Common and Goss and Tregoss Moors Arkiveret 23. oktober 2008 hos  Wayback Machine (engelsk)